# Praomys jacksoni
Praomys jacksoni är en däggdjursart som först beskrevs av de Winton 1897.  Praomys jacksoni ingår i släktet afrikanska mjukpälsråttor, och familjen råttdjur. Inga underarter finns listade i Catalogue of Life.
Arten når en kroppslängd (huvud och bål) av 94 till 131 mm, en svanslängd av 125 till 168 mm och en vikt av 28 till 58 g. Bakfötterna är ungefär 25 mm långa och öronen är ungefär 18 mm stora.
Arten förekommer främst i centrala Afrika från Nigeria till Kenya och söderut till norra Angola och norra Zambia. En avskild population finns i Guinea. Individerna lever i låglandet och i bergstrakter upp till 3000 meter över havet. Denna gnagare hittas främst i regnskogar. Den lever även i andra skogar, på jordbruksmark och nära träskmarker.
Praomys jacksoni är aktiv på natten eller under skymningen. Den går främst på marken men den kan klättra i träd upp till två meter över marken. Arten äter frukter och i viss mån animalisk föda. Fortplantningen sker under regntider och i samband med mogna frukter. Enligt en studie är honan 25 till 31 dagar dräktig och enligt en annan avhandling 34 till 37 dagar. Beroende på region föds upp till 6 ungar per kull. Nyfödda ungar är blinda, nakna och hjälplösa. De öppnar sina ögon efter 10 till 16 dagar och diar sin mor cirka 29 dagar. Honan parar sig igen kort efter ungarnas födelse. Hos hannar sker den första parningen efter cirka 85 dagar och honor är i genomsnitt efter 112 dagar för första gången dräktiga.
För beståndet är inga hot kända. Hela populationen anses vara stabil. IUCN kategoriserar arten globalt som livskraftig.